# Denis Jourdin
Denis Jourdin, né le 10 avril 1950 à Sancerre (Cher), est auteur de bande dessinée français et professeur à l'École supérieure des Beaux-Arts de Tours.

## Ouvrages
- Reine d'un jour, éd. Futuropolis 1985 (coll. X)
- Princes de la nuit, éd. Futuropolis 1988 (coll. X)  (ISBN 2-7376-5668-0)
- Frisson d'espace, éd. Futuropolis 1989  (ISBN 2-7376-2646-3)
- Point de vue & images du monde, éd. L'Association 2003 (coll. Mimolette)  (ISBN 2-84414-139-0)

...
- Nouvelles Aventures de l'art moderne, éd. Lemieux 2015[1].